# Louise Élisabeth de Joybert
Louise Élisabeth de Joybert , född 1673, död 1740 i Paris, var en fransk markisinna, gift med markis Philippe de Rigaud Vaudreuil, Nya Frankrikes guvernör 1703-1725. Hon uppges ha haft stort inflytande under sin makes regeringstid och gynnat och missgynnat sina vänner respektive fiender genom sitt inflytande över ämbetstillsättningar.